# Англиканство
Англика́нство (англикани́зм) — одно из направлений протестантизма, появившееся в ходе Реформации в Англии. Англиканские церкви имеют особую историческую связь с Церковью Англии и объединены с ней общими богословием, богослужением и церковной структурой. Термин «англиканство» восходит к латинской фразе ecclesia anglicana, первое упоминание которой относится к 1246 году, и означает в дословном переводе на русский язык «Английская церковь». Последователи англиканства именуются «англиканами», а также «епископалами». Абсолютное большинство англикан принадлежат к церквям, входящим в Англиканское сообщество, которое носит международный характер.
Учение Церкви Англии, старейшей из церквей Англиканского сообщества, основывается на Писаниях, традициях Апостольской Церкви и согласующемся с Писанием учении ранних Отцов Церкви. Англиканство, представляющее собой одну из ветвей западного христианства, окончательно обособилось от Римско-католической церкви во времена елизаветинского религиозного примирения. Для некоторых исследователей оно являет собой форму протестантизма, однако без доминантной руководящей фигуры, какими были Мартин Лютер, Джон Нокс, Жан Кальвин. Некоторые[кто?] считают его самостоятельным течением в христианстве. В рамках англиканства существует несколько направлений: евангелизм, либеральные христиане и англо-католицизм, а также англо-православие.
Ранняя англиканская догматика коррелировала с современной ей реформационной протестантской догматикой, однако уже к концу XVI века сохранение в англиканстве множества традиционных литургических форм и епископата стало рассматриваться абсолютно неприемлемым с точки зрения тех, кто стоял на более радикальных протестантских позициях. Уже в первой половине XVII века Церковь Англии и связанные с ней епископальные церкви в Ирландии и североамериканских колониях стали рассматриваться некоторыми англиканскими теологами и богословами как особое, самостоятельное направление христианства, носящее компромиссный характер, «средний путь» (лат. via media) между протестантизмом и католицизмом. Этот взгляд приобрёл особое влияние на все последующие теории англиканской идентичности. После Американской революции англиканские конгрегации в США и Канаде были преобразованы в независимые церкви со своими собственными епископами и церковными структурами, ставшими прообразами для многих новосоздаваемых, в ходе расширения Британской империи и усиления миссионерской деятельности, церквей в Африке, Австралии и Тихоокеанском регионе. В XIX веке был введён термин «англиканство», который был призван описать общие религиозные традиции всех этих церквей, а также Шотландской епископальной церкви, которая, хотя и образовалась из Церкви Шотландии, стала рассматриваться как церковь, разделяющая ту же самую идентичность.
Степень различия между протестантской и римско-католической тенденциями в англиканстве остаётся предметом споров, как внутри отдельных англиканских церквей, так и в Англиканском сообществе в целом. Отличительной чертой англиканства является «Книга общих молитв», которая представляет собой собрание молитв, являющихся основой богослужения на протяжении веков (common prayer — «литургия»). Хотя «Книга общих молитв» была неоднократно пересмотрена, а некоторые Англиканские церкви создали иные богослужебные книги, именно она является одним из стержней, скрепляющих Англиканское сообщество. Не существует единой «Англиканской церкви», которая бы обладала абсолютной юрисдикцией над всеми англиканскими церквями, так как каждая из них является автокефальной, то есть пользуется полной автономией.

## Терминология
Слово «англиканство» (Anglicanism) — это неологизм, появившийся в XIX веке. В основе его лежит более старинное слово «англиканский» (Anglican). Это слово описывает христианские Церкви по всему миру, находящиеся в каноническом единстве с Престолом Кентербери (the see of Canterbury), их учения и обряды. Впоследствии этот термин стал применяться к тем англоязычным Церквям, которые провозглашали уникальность своей религиозной и теологической традиции, её отличие как от восточного православия, так и от католицизма или других направлений протестантизма, независимо от их подчинённости Британской короне.
Слово «англиканский» (Anglican) восходит к латинскому термину ecclesia anglicana, относящемуся к 1246 году и означающему в дословном переводе со средневековой латыни «Английская Церковь». Употреблённое в качестве прилагательного, слово «англиканский» используется для описания людей, институтов и Церквей, а также литургических традиций и теологических концептов, разработанных Церковью Англии. Как существительное, «англиканин» — действительный или по интенции член Церкви, входящей в Англиканское сообщество. Этот термин также используется раскольниками, которые вышли из состава Сообщества или возникли вне его, хотя само Англиканское сообщество считает подобное употребление некорректным. Однако большинство отколовшихся сохраняет англиканское учение в более консервативной форме, чем некоторые члены Сообщества.
И хотя первые упоминания термина «англиканский» в отношении Церкви Англии относятся к XVI веку, широкоупотребительным он стал лишь во второй половине XIX века. В законодательных документах Британского парламента, касающихся английской государственной Церкви (the English Established Church), она описывается как Протестантская Епископальная Церковь (the Protestant Episcopal Church), отличная тем самым от Протестантской Пресвитерианской Церкви (the Protestant Presbyterian Church), обладающей государственным статусом на территории Шотландии. Последователи «высокой церкви», которые выступали против использования термина «протестантская», поддерживали употребление термина «Реформированная Епископальная Церковь». Поэтому слово «Епископальная» более употребительно в названии Епископальной церкви США (провинции Англиканского сообщества) и Шотландской епископальной церкви. Вне Британских островов, однако, предпочтение отдаётся термину «Англиканская Церковь», так как он позволяет чётко отделить эти Церкви от всех других Церквей, которые считают себя епископальными, то есть чья форма управления представляет собой епископальную структуру. В то же время Церковь Ирландии и Церковь Уэльса продолжают использовать данный термин, но с ограничениями.

### Определение англиканства
Англиканство, его структуры, теологию и форму богослужения обычно относят к протестантизму, однако официально церковь именует себя католической. Некоторые считают, что англиканство относится к отдельному направлению в христианстве, представляя собой via media («средний путь») между католицизмом и протестантизмом. Англиканское вероучение основывается на Священных Писаниях, традициях Апостольской Церкви, историческом епископате, первых четырёх Вселенских Соборах и учении ранних Отцов Церкви, которое согласуется со Священным Писанием. Англикане считают, что в Ветхом и Новом Заветах «содержится всё необходимое для спасения», а также что они представляют собой закон и высший стандарт веры. Англикане рассматривают Апостольский Символ веры как символ крещения, а Никейский Символ веры как достаточное выражение христианской веры.
Англикане верят, что католическая и апостольская вера раскрыта в Святом Писании и кафолических Символах веры и интерпретирует её в свете христианской традиции исторической Церкви, науки, разума и опыта.
Англиканство признаёт традиционные таинства, делая, однако, особый акцент на Святой Евхаристии, называемой также Святым Причастием, Господней Трапезой (the Lord’s Supper) или Мессой. Причастие занимает центральное место в англиканском богослужении, являясь общим приношением молитв и восхвалений, в котором жизнь, смерть и воскресение Иисуса Христа провозглашаются через молитву, чтение Библии, пение и принятие Хлеба и Вина, как это было установлено на Тайной вечере. В то время как многие англикане придают Евхаристии столь же большое значение, как и западная католическая традиция, имеется значительная свобода в литургической практике, а стиль богослужения варьируется от самого простого до тщательно разработанного.
Уникальной для англиканства является Книга общественного богослужения (более верное название — Книга общей молитвы), представляющая собой собрание богослужений и использующаяся верующими в большинстве англиканских Церквей на протяжении столетий. Своё название — Книга общей молитвы — она получила из-за того, что изначально задумывалась как общая богослужебная книга для всех приходов Церкви Англии, использовавших прежде местные, а следовательно, разные литургические формы. С распространением влияния Церкви Англии на другие страны термин сохранился, так как большинство англикан продолжало использовать Книгу по всему миру. В 1549 году Архиепископ Кентерберийский Томас Кранмер завершил первое издание Книги общей молитвы. Хотя Книга была неоднократно пересмотрена, а некоторые англиканские Церкви создали иные богослужебные книги, именно она является одним из стержней, скрепляющих Англиканское сообщество.

## История
Реформация в Англии проводилась, в отличие от других стран, «сверху», по воле монарха Генриха VIII, который таким образом пытался порвать с папой и Римской курией, чтобы развестись со своей женой, которая была дочерью испанского короля, а также укрепить свою власть в Англии. Папа Римский отказал развести Генриха Восьмого. Тогда Генрих заставил свой парламент провозгласить в 1534 году независимость английской церкви от папы.
В 1549 году, в правление юного короля Эдуарда VI, комитет богословов, председателем которого был Архиепископ Кентерберийский Томас Кранмер, завершил первое издание «Книги общих молитв». На основании Акта о единообразии, она вошла в обязательное употребление начиная со Дня Пятидесятницы 9 июня 1549 года, в качестве единственной законной формы богопоклонения.
При Елизавете I была составлена окончательная редакция англиканского символа веры (так называемые «39 статей»). В «39 статьях» признавались и протестантские догматы об оправдании верой, о Священном писании как единственном источнике веры и католический догмат о единоспасающей силе Церкви (с некоторыми оговорками). Церковь на некоторое время превратилась в важную опору абсолютизма, её внешними делами управлял король, а духовенство подчинялось ему как часть государственного аппарата абсолютной монархии. Богослужение совершалось на английском языке. Отвергалось учение католической церкви об индульгенциях, о чрезмерном почитании икон и мощей, было уменьшено число праздников. Вместе с этим признавались Таинства Крещения и Евхаристии, была сохранена церковная иерархия, а также литургия и пышный культ, характерные для католической церкви. По-прежнему взималась десятина, которая стала поступать в пользу короля и новых владельцев монастырских земель.
Практически с самого начала английской революции XVII века лидеры пуритан стремились реорганизовать Церковь Англии, устранив из неё элементы католицизма. Возможности для этого, однако, открылись лишь после начала гражданской войны, когда власть короля, противившегося реформам в Церкви, была сведена к минимуму. В июне 1643 году парламент утвердил без санкции короля акт о созыве ассамблеи богословов в Вестминстере. Догматы и обряды, разработанные Вестминстерской ассамблеей, легли в основу пресвитерианской религии. Но после прихода к власти в 1648 году Оливера Кромвеля и индепендентов пресвитерианские преобразования были заморожены, а Реставрация Стюартов в 1660 году похоронила надежды пресвитериан на реформирование Английской Церкви.
В конце XVII — начале XVIII века в англиканстве оформилось два направления: «Высокая церковь», которое настаивало на важности церковных облачений, традиций церковной архитектуры и средневековой музыки во время богослужений, и «Низкая церковь», евангелическое течение, которое стремилось минимизировать роль духовенства, таинств и ритуальной части богослужения.
В конце XVII века богословская полемика среди англикан утратила остроту, и для англиканских священников конца XVII- начала XVIII века стал характерен латитудинарианизм — относительное безразличие к спорам о доктринальных вопросах, принципах организации церкви и литургической практике, стремление к единству различных направлений внутри Церкви. Латитудинарии были сторонниками «естественной теологии» и последователями кембриджских неоплатоников.
В начале XVIII века сторонники проповедника Джона Уэсли из числа евангеликов формально порвали с англиканством, основав Методистскую церковь, однако многие последователи евангелических взглядов остались внутри Матери-Церкви.
В XIX веке противостояние, с одной стороны, «наступлению католиков», а с другой — интеллектуальному либерализму, породило Оксфордское движение, чья деятельность привела к популяризации движения англо-католицизма, которое существовало и до Оксфордского движения, ещё со времени правления королевы Елизаветы I. Часть членов этого движения перешло в католицизм, но большинство осталось англиканами.
В 1867 году разногласия между сторонниками «высокого» и евангелического направлений в англиканской Церкви Канады поставили епископов колониальных Церквей перед необходимостью обсудить ряд общих вопросов. Для этого в резиденции архиепископа Кентерберийского, Ламбетском дворце, была созвана первая Ламбетская конференция. С тех пор Ламбетские конференции англиканских епископов проходят каждые десять лет, их решения пользуются большим авторитетом в Англиканском сообществе.
В конце XIX века к либеральным теологам, которые пытались интерпретировать вероучение с учётом достижений науки и сгладить тем самым противоречия «высокого» и «низкого» направлений, стали применять название «Широкая церковь».
Либеральные и модернистские тенденции в англиканстве в конце XIX — начале XX века выразились, в частности, в деятельности созданного в 1898 году Союза церковных деятелей, преобразованного в 1928 г. в Союз новых церковных деятелей. Его члены считали, что богословие должно приспосабливаться к требованиям современности и новым научным теориям. Позднее, в 1950—1960-х годах, группа англиканских богословов (епископ Вулвичский Джон Робинсон, А. Видлер, Х. А. Уильямс) выдвинула идею «безрелигиозного христианства», предельно широко истолковывая понятие Бога и относясь к Священному Писанию как к собранию мифов, требующему осмысления и интерпретации.
До 1974 года Церковь Англии не имела возможности сама принимать решения по вопросам вероучения, внутреннего устройства и богослужебной практики. В 1919 году была создана Национальная ассамблея Церкви Англии, получившая полномочия готовить законодательные предложения по вопросам церковной жизни, которые, однако по-прежнему должны были утверждаться парламентом и монархом.
Сохранив в силе Книгу общих молитв в редакции 1662 года, Национальная ассамблея приняла в 1965 году утверждённое затем парламентом постановление о допущении альтернативных форм богослужения (Alternative and Other Services Measure, 1965). В 1968 году была издана Книга молитв альтернативной службы. С 1974 года альтернативные формы богослужения были разрешены на постоянной основе. Тогда же был принят акт парламента «О Церкви Англии (её богослужении и доктрине)» (The Church of England (Worship and Doctrine) Measure), впервые признающий право самой Церкви в лице Генерального синода, заменившего Национальную ассамблею, вносить изменения в вероучение и изменять порядок богослужения.
В 1931 году англикане и утрехтские старокатолики установили полное общение друг с другом и взаимное признание рукоположений. В 1992 году крупные европейские англиканские церкви и лютеранские церкви скандинавской традиции подписали Декларацию Порвоо, в которой подтвердили необходимость апостольского преемства рукоположений, особенный мистериальный характер епископского сана и установили общение кафедры и алтаря.
В 2000 году в дополнение к Книге общей молитвы Церковью Англии был принят молитвенник под названием Общее Богослужение. В частности, был расширен и уточнён текст рукоположения в епископы.
41-й автокефальной (провинциальной) церковью в составе мирового Англиканского Сообщества в январе 2020 года стала Епископальная Александрийская церковь.

## Вероучение

### Основные принципы
Для англикан «Высокой Церкви» вероучение не было установлено исходя из учительской роли Церкви, не выведено из теологии основателя (как лютеранство или кальвинизм), не обобщено в неком исповедании веры (помимо Символов веры и Ламбетского четырёхугольника). Для них наиболее ранними англиканскими теологическими документами являются молитвенники, которые рассматриваются как результаты глубокой теологической рефлексии, компромисса и синтеза. Они придают особое значение Книге общей молитвы (the Book of Common Prayer) как основному выражению англиканской доктрины. Принцип, согласно которому молитвенники рассматриваются в качестве руководства по основам веры и религиозной практики, называется латинским выражением «lex orandi, lex credendi» («закон молитвы — закон веры»). В молитвенниках содержатся основы англиканской доктрины: Апостольский, Никейский и Афанасьевский символы веры, Святые Писания, Таинства, ежедневные молитвы, катехизис и апостольское преемство в контексте трёхступенчатой иерархии.
Англикане-евангелики делают больший упор на 39 статей англиканского вероисповедания, настаивая на оправдании одной лишь верой и их отрицательным отношением к Римско-католической церкви. Согласно принятым в 1604 году Канонам, все клирики Церкви Англии должны принимать 39 статей в качестве основы вероучения, но в настоящее время буквальное следование их положениям не обязательно.

### Книга общей молитвы и 39 статей
Роль, которую Книга общей молитвы и 39 статей англиканского вероисповедания играют как доктринальные источники Церкви Англии, утверждена в Каноне A5 и Каноне C15. В частности, Канон А5 — «Of the Doctrine of the Church of England» («О доктрине Церкви Англии») постановляет:
«Доктрина Церкви Англии основана на Святых Писаниях (The Holy Scriptures) и на учении ранних Отцов Церкви (teaching of the ancient Fathers) и Соборов Церкви (Councils of the Church), которое соответствует Святым Писаниям.
Эта доктрина обнаруживается в 39 статьях англиканского вероисповедания, Книге общей молитвы и Ординале».
Канон С15 (Of the Declaration of Assent) содержит декларацию, которую произносят клирики и некоторые благословлённые светские служители Церкви Англии, когда они начинают своё служение или принимают новое назначение.
Этот Канон начинается со следующего Предисловия (Preface):
«Церковь Англии является частью Единой, Святой, Кафолической и Апостольской Церкви, служащей одному истинному Богу, Отцу, Сыну и Святому Духу. Она исповедует веру, уникально раскрытую в Святых Писаниях и установленную в кафолических Символах веры. Эту веру Церковь призвана провозглашать заново в каждом поколении (to proclaim afresh in each generation). Ведомая Святым Духом, она несёт свидетельство Христианской Истины через свои исторические документы, 39 статей вероисповедания (the Thirty-nine Articles of Religion), Книгу общей молитвы (The Book of Common Prayer) и Ординал (the Ordering of Bishops, Priests and Deacons). Этой декларацией, которую ты собираешься произнести, подтверждаешь ли ты твою приверженность этому наследию веры (inheritance of faith) в качестве твоего вдохновения и боговождения (inspiration and guidance under God) по несению благодати и истины Христа этому поколению и соделания Его известным тем, кто вверен тебе?»
В ответ на это Предисловие, человек, произносящий Декларацию, отвечает:
«I, A.B.,do so affirm, and accordingly declare my belief in the faith which is revealed in the Holy Scriptures and set forth in the catholic creeds and to which the historic formularies of the Church of England bear witness; and in public prayer and administration of the sacraments, I will use only the forms of service which are authorized or allowed by Canon».
Исторически, наиболее влиятельным из англиканских теологов — помимо Кранмера — был клирик и теолог Ричард Хукер (март 1554 — 3 ноября 1600), который после 1660 года изображался как отец-основатель англиканства.
И, наконец, распространение англиканства среди народов неанглийской культуры, растущие разнообразие молитвенников и интерес к экуменическому диалогу привели к дальнейшей рефлексии о характерных чертах англиканской идентичности. Многие англикане рассматривают Чикаго-Ламбетский Квадрилатерал (the Chicago-Lambeth Quadrilateral) 1888 года как sine qua non идентичности Англиканского сообщества. Вкратце основные пункты Квадрилатерала таковы:
- Библия, как содержащая всё необходимое для спасения;
- символы веры (Апостольский, Никео-Цареградский и Афанасьевский), как достаточные выражения христианской веры;
- евангельский статус таинств Крещения и Евхаристии;
- исторический епископат.

### Отношение к однополым бракам
Церковь Англии настаивает на невозможности однополых браков и на необходимости хранить целибат, если священник имеет гомосексуальные наклонности. В мировом Англиканском Сообществе, состоящем из 41 церкви, на момент 2021 года гомосексуальные союзы благословляют только семь, а именно: Церковь Уэльса, Епископальная Церковь США, Шотландская епископальная церковь, Англиканская епископальная церковь Бразилии, Церковь Новой Зеландии, Аотероа и Полинезии, и некоторые епархии Церкви Австралии и Церкви Канады.

### Англиканские теологи
- Морис, Фредерик Денисон
- Льюис, Клайв Стейплз
- Стронг, Томас Бэнкс
- Робинсон, Джон (епископ)
- Уильямс, Роуэн Дуглас

## Церковная иерархия
Сохранение епископата и иерархии духовенства (диаконы, пресвитеры, епископы) является основополагающим принципом англиканства, отличающим его от прочих направлений протестантизма. Англиканская Церковь настаивает на том, что в ходе Реформации она сохранила апостольское преемство, поскольку иерархи Церкви на момент Реформации были рукоположены в соответствии с католической традицией.
Каждый посвящаемый в сан в Церкви Англии должен выразить в письменной форме согласие с «Тридцатью девятью статьями», Книгой общей молитвы, а также принести клятвы верности монарху как внешнему верховному руководителю Церкви и канонического послушания епископу. Со времён королевы Елизаветы I к монарху никогда не применялся термин «Head of the Church», но только «supreme governor», поэтому называть монарха главою Церкви Англии не совсем корректно.
При назначении на должность священников в Англии продолжает действовать средневековая традиция, согласно которой во многих случаях кандидатура на должность священника выдвигается так называемыми патронами, которыми могут быть британский монарх (контролирующий в этом качестве несколько сот приходов), министры правительства, авторитетные представители местной аристократии, а также университеты и кафедральные соборы. Масштабы патроната были ограничены в 1968 году (The Pastoral Measure), однако попытка Генерального синода окончательно упразднить эту систему в 1975 году была отклонена парламентом.
Исключительное право назначать архиепископов, епископов и настоятелей кафедральных соборов Церкви Англии принадлежит британскому монарху. Подбор кандидатов на вакантные епископские кафедры осуществляется премьер-министром Великобритании (независимо от того, принадлежит ли он к Церкви Англии) и его специальным секретарём.
Всем англиканским диаконам, священникам и епископам разрешено вступать в брак.
Первую женщину, святую Флоренс Ли, рукоположили в 1944 году. Епископ, рукополагавший её, по собственным словам, не был сторонником женского священства, но пошёл на этот шаг по причине необходимости облегчить доступ англиканам Гонконга к Таинствам Церкви. С 1977 года началась более массовая практика посвящения в диаконы женщин, с 1990 года их посвящают в пресвитеры. С 2014 года женщин посвящают также в епископы.